# One Day All This Will End
One Day All This Will End — дебютный студийный альбом британской пост-хардкор-группы Svalbard, выпущенный 25 сентября 2015 года на лейбле Holy Roar Records. Первый релиз группы после подписания контракта с лейблом в январе 2015 года. Записан в марте—апреле того же года на студии Ranch Production House в Саутгемптоне. Продюсером альбома выступил Льюис Джонс.
One Day All This Will End черпает вдохновение из пост-рока, краст-панка и блэк-метала, а в текстах поднимаются такие темы, как депрессия, раскаяние, сексизм, сетевая идентичность и социальные медиа. Критики хорошо приняли альбом, а первый тираж был распродан в течение недели после выхода.

## Предыстория и запись
Svalbard была образована в 2011 году в Бристоле (Англия). За три года, прошедшие после основания, группа записала три EP. Несмотря на несколько смен состава, костяк группы оставался неизменным: вокалистка и соло-гитаристка Серена Черри, ритм-гитарист и вокалист Лиам Фелан и барабанщик Марк Лилли. В начале 2014 года Svalbard начали писать материал для дебютного альбома на своей репетиционной базе. Черри самостоятельно написала все тексты для One Day All This Will End, в то время как над музыкой, кроме неё, работали Фелан и Лилли, поскольку на тот момент в группе не было басиста.
По словам Черри, песни с One Day All This Will End прошли «через очень сложный, тщательный процесс структурирования», в ходе которого Svalbard «пытались найти лучший способ перейти от одной части к другой и придать риффам наибольшую силу». Песни отбрасывались, если группа не могла прийти к общему мнению или если они были слишком громоздкими, и этот процесс часто приводил к конфликтам между участниками. В итоге группа отбраковала 75 % материала, написанного для альбома. Песня «The Damage Done», изначально вошедшая в дебютный EP Svalbard 2012 года, была перезаписана для альбома, поскольку она была неотъемлемой частью живых выступлений и Svalbard чувствовали, что темы, поднимающиеся в песне, всё ещё актуальны.
В разгар работы над альбомом, в январе 2015 года, Svalbard подписали контракт с лейблом Holy Roar Records, принадлежащим гитаристу группы Pariso Алексу Фицпатрику. Ранее Svalbard и Pariso уже работали вместе над сплитом Pariso / Svalbard, вышедшим в июне 2014 года. Альбом One Day All This Will End был записан небольшими частями в марте — апреле 2015 года на студии The Ranch Production House. Продюсером альбома выступил Льюис Джонс, который ранее работал над сплитом Pariso / Svalbard. Черри считает, что запись альбома была «очень комфортной», и что Джонс имел лучшее представление о том, как передать звук Svalbard в студии, благодаря предыдущему опыту работы с группой. Мастерингом альбома занимался Брэд Боатрайт в Audiosiege Mastering в мае 2015 года. В том же месяце Svalbard отправились в тур по Европе вместе с We Never Learned to Live.
| Оценки критиков  | Оценки критиков |
| Источник         | Оценка          |
| ---------------- | --------------- |
| Drowned in Sound | 7/10            |
| metal.de         | 7/10            |
| Metal Hammer     | [ 14 ]          |
| Ox-Fanzine       | [ 15 ]          |
| Rock Sound       | 8/10            |
| Terrorizer       | 9/10            |

## Список композиций
Автор слов — Серена Черри; авторы музыки — Svalbard.
| №                   | Название               | Длительность |
| ------------------- | ---------------------- | ------------ |
| 1.                  | «Perspective»          | 5:06         |
| 2.                  | «Disparity»            | 4:30         |
| 3.                  | «The Vanishing Point»  | 4:01         |
| 4.                  | «Expect Equal Respect» | 4:03         |
| 5.                  | «Unrequited»           | 4:28         |
| 6.                  | «The Damage Done»      | 4:02         |
| 7.                  | «Unnatural Light»      | 4:17         |
| 8.                  | «Lily»                 | 3:21         |
| Общая длительность: | Общая длительность:    | 33:51        |

## Участники записи
Svalbard
- Серена Черри — соло-гитара, вокал, обложка альбома
- Лиам Фелан — ритм-гитара, бас, вокал
- Тони Джеймс — бас-гитара (указан в буклете, но в записи участие не принимал)[18]
- Марк Лилли — ударные

Технический персонал
- Льюис Джонс — продюсирование, сведение
- Брэд Боатрайт[англ.] — мастеринг
- Алекс Хеффернан — оформление